# Lennox Lewis vs. Mike Tyson
Lennox Lewis vs. Mike Tyson fue un combate de boxeo que disputaron Lennox Lewis y Mike Tyson el 8 de junio de 2002 en la Pyramid Arena de Memphis, Tennessee (Estados Unidos).
Antes del evento, Lewis fue galardonado con el título de peso pesado de la revista Ring, que había estado vacante desde finales de la década de 1980 y que fue propiedad de Tyson. La pelea fue por los títulos de campeón de peso pesado de Lewis. Lewis derrotó a Tyson por nocaut en el octavo asalto.

## Historia
La pelea fue programada para el 6 de abril de 2002 en Las Vegas. Sin embargo, Nevada se negó a concederle una licencia a Tyson luego de una pelea en una conferencia de prensa entre Lewis y Tyson. Varios otros estados le negaron a Tyson una licencia antes de que Memphis ofreciera US $12 millones para organizar la pelea.
El árbitro fue Eddie Cotton, oficiando su vigésima pelea por el título mundial. Alfred Buqwana de Sudáfrica, Anek Hongtongkam de Tailandia y Bob Logist de Bélgica fueron nombrados jueces, aunque tanto el WBC como la Comisión Atlética de Tennessee querían jueces de diferentes continentes. Lewis pesaba 249.25 libras y Tyson tenía 234 libras (la segunda más alta de su carrera).
La pelea fue promovida por Main Events y fue un pago por evento que se muestra como una colaboración conjunta entre HBO y Showtime en los Estados Unidos y en Sky Box Office en el Reino Unido. Fue el evento de mayor recaudación en la historia de pago por visión, generó US $106.9 millones de 1.95 millones de compras en los Estados Unidos, hasta que fue superado por De La Hoya vs. Mayweather en 2007. En 2013, Mayweather vs. Álvarez superó los ingresos brutos generados por las compras de pago por visión.
Entre los famosos que asistieron estuvieron Samuel L. Jackson, Denzel Washington, Tom Cruise, Britney Spears, Clint Eastwood, Ben Affleck, Hugh Hefner, Halle Berry, Richard Gere, Dwayne "The Rock" Johnson, Vince McMahon, The Undertaker, LL Cool J, Wesley Snipes, Donald Trump, Kevin Bacon, Chris Webber, Michael Jordan, Magic Johnson, Morgan Freeman, Alec Baldwin y el boxeador de peso pesado Evander Holyfield.

## Tras el combate
Un mes después, Lewis dejó vacante el título de la FIB y decidió no pelear contra Chris Byrd, quien era el retador obligatorio.
La pelea fue premiada con el Knockout del Año por la revista The Ring en 2002.